# Arcoppia secata
Arcoppia secata är en kvalsterart som beskrevs av Sandór Mahunka 1999. Arcoppia secata ingår i släktet Arcoppia och familjen Oppiidae. Inga underarter finns listade i Catalogue of Life.